# Lee Van Cleef
Pour le DJ jamaïcain, voir Lee Van Cleef (reggae)
Lee Van Cleef est un acteur américain, né le 9 janvier 1925 à Somerville (New Jersey) et mort le 16 décembre 1989 à Oxnard (Californie).
Il est surtout connu pour ses rôles dans des westerns, notamment Et pour quelques dollars de plus (1965) et Le Bon, la Brute et le Truand (1966). Parmi ses autres films notables, on peut citer Colorado (1966), Le Dernier Jour de la colère (1967), la trilogie Sabata (1969-1971), Captain Apache (1971), Le Grand Duel (1972) et New York 1997 (1981).

## Biographie

### Jeunesse
Clarence LeRoy Van Cleef Junior est le fils de Clarence LeRoy Van Cleef, descendant de colons hollandais, et de Marion Levinia (née Van Fleet). Il savait parler le Jersey Dutch, un  dialecte néerlandais en voie d'extinction. Il travaille d'abord comme garçon de ferme dans une communauté hollandaise du New Jersey et s'engage dans l'US Navy durant la Seconde Guerre mondiale.
Après la guerre, il travaille comme comptable et fait du théâtre au sein d'une compagnie amateur.

### Carrière à Hollywood
Lee Van Cleef parvient à intégrer la troupe professionnelle de Joshua Logan et est repéré pour son physique particulier par le producteur Stanley Kramer, qui lui propose le rôle d'un tueur dans le film Le train sifflera trois fois (1952). Le succès du film lance sa carrière et il devient un spécialiste des petits rôles de méchants dans les westerns hollywoodiens.
En dehors de ses sempiternels seconds rôles de personnages muets pour la plupart, il va également jouer dans des rôles plus importants comme dans La Hache sanglante (1954) ou bien dans Le Conquérant (1956).
Cependant sa carrière amorce un déclin aggravé par son alcoolisme à la fin des années 1950. Il est sauvé par les séries de western pour la télévision qui rencontrent bientôt un succès grandissant : Zorro, L'Homme à la carabine, Au nom de la loi, Bonanza, etc. et aussi par les westerns cinématographiques Bravados, Du sang dans le désert qui traitent de la justice expéditive. Dans le premier film il interprète un hors-la-loi complexe, jugé et condamné à mort pour braquage de banque et complicité de meurtre, et comme fugitif, faussement accusé de viol et d'assassinat par un vengeur aveugle qui fait les questions et les réponses. Lee Van Cleef, agenouillé et suppliant avant de mourir, donne la réplique à Gregory Peck, ce dont le héros, Jim Douglas se souviendra avec remords, lorsqu'il s'apercevra de sa terrible méprise. Dans le second western, il incarne un dangereux hors-la-loi, que son métissage dans une société rongée par le racisme, expose à un risque particulier de lynchage. Lui et son frère sont protégés par un jeune shérif, interprété par Anthony Perkins, qui affrontera en duel le chef des lyncheurs.
En 1958, victime d'un grave accident de voiture, il échappe de peu à la mort, alors qu'il roule en état d'ivresse. Il en ressort gravement blessé au genou et les médecins lui pronostiquent alors qu'il ne pourra plus jamais monter à cheval ce qui compromet grandement sa carrière d'acteur. Son rétablissement est long et difficile et il doit interrompre sa carrière pendant un certain temps. Cette blessure lui a aussi causé une grande douleur tout au long de sa vie.
Il reprend sa carrière avec les westerns L'Homme qui tua Liberty Valance et La Conquête de l'Ouest, mais ces engagements restent momentanés.

### Carrière à Cinecittà

#### Une carrière relancée grâce à Sergio Leone
En 1966, Sergio Leone, un des fondateurs du western spaghetti, vient de triompher avec son premier western Pour une poignée de dollars. Pour son prochain western, il cherche d'urgence un substitut à Lee Marvin trop cher pour son budget, pour un des rôles principaux, et choisit d'instinct Lee Van Cleef, simplement en consultant l’Academy Players, le catalogue de photos de tous les comédiens américains.
Son choix s'avère payant puisque Van Cleef incarne totalement le personnage singulier du colonel Douglas Mortimer jusque dans sa démarche légèrement claudicante (en raison des séquelles de son accident de voiture). Au succès de Et pour quelques dollars de plus succède en 1968 le triomphe du troisième volet Le Bon, la Brute et le Truand dans lequel Van Cleef joue le rôle de la brute avec un tel brio que le monde entier va bientôt identifier le comédien à ce seul personnage maléfique.

#### Un acteur désormais reconnu
Dès lors, Lee Van Cleef va enchaîner les rôles principaux dans de nombreux westerns italiens, notamment : Colorado de Sergio Sollima, Le Dernier Jour de la colère de Tonino Valerii ou encore La mort était au rendez-vous de Giulio Petroni. Aux États-Unis, en 1970, Gordon Douglas lui donne la vedette dans le film Barquero où il s'oppose à Warren Oates.

### À la télévision
Lee Van Cleef a également joué dans de nombreuses séries télévisées, notamment L'Homme au katana (en) (The Master en version originale) où il interprète un Blanc initié aux techniques de combat des ninjas. La série a été découverte en France sur M6 en 1987 et ne compte que 13 épisodes.
Il incarne aussi un bandit dans l'épisode 1 de la 2e saison de Zorro et un déserteur dans la saison 1 de Rintintin.

### Vie privée et mort

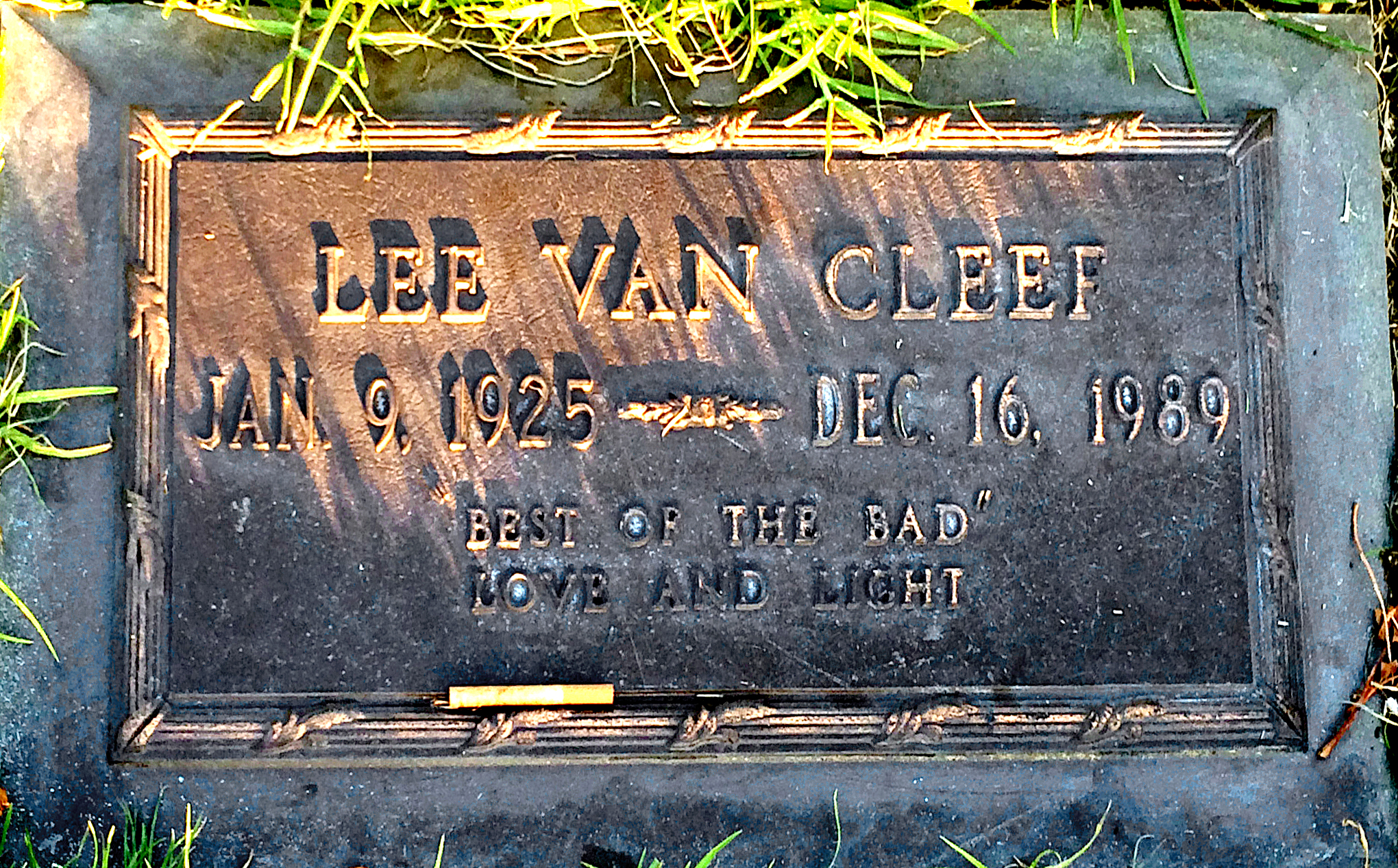
Pierre tombale de Lee Van Cleef au cimetière du Forest Lawn Memorial Park.

Lee Van Cleef s'est marié trois fois. Sa première femme est Patsy Ruth Kahle, qu'il a épousée en 1943. Ils ont eu trois enfants (Alan, Deborah et David) et ont divorcé en 1958. 
Sa deuxième épouse est Joan Marjorie Drane, de 1960 à 1974 avec laquelle il adopte Denise. 
Sa dernière femme est Barbara Havelone, épousée en 1976, et qui lui a survécu.
Après son grave accident de voiture, il lance une entreprise de décoration d'intérieur avec sa seconde épouse Joan, tout en continuant à peindre, principalement la mer et des paysages.
Il perd la dernière phalange du majeur de sa main droite — alors qu'il aménageait une salle de jeu pour sa fille, — ce qui peut se remarquer dans la scène finale du Bon, la Brute et le Truand.
Lee Van Cleef meurt d'une crise cardiaque le 16 décembre 1989 à l'âge de 64 ans à Oxnard en Californie quelques mois après Sergio Leone, l'un de ses principaux metteurs en scène « pygmalions ». Il est inhumé au cimetière du Forest Lawn Memorial Park des collines d'Hollywood à Los Angeles.

## Filmographie

### Cinéma

#### Années 1950
- 1952 : Le train sifflera trois fois (High Noon) de Fred Zinnemann : Jack Colby
- 1952 : Passage interdit (Untaimed Frontier) de Hugo Fregonese : Dave Chittun
- 1952 : Le Quatrième Homme (Kansas City Confidential) de Phil Karlson : Tony Romano
- 1953 : Le Retour des frères corses (The Bandits of Corsica) de Ray Nazarro : Nerva
- 1953 : White Lightning d’Edward Bernds : Brutus Allen
- 1953 : Le Monstre des temps perdus (The Beast from 20,000 Fathoms) d’Eugène Lourié : le caporal Jason Stone
- 1953 : Arena de Richard Fleischer : Smitty
- 1953 : Investigation criminelle (Vice Squad) d’Arnold Laven : Pete Monte
- 1953 : Victime du destin (The Lawless Breed) de Raoul Walsh : Dirk Hanley
- 1953 : Qui est le traître ? (Tumbleweed) d’Edward Bernds : Marv
- 1953 : L'Homme du Nebraska (The Nebraskan) de Fred F. Sears : le soldat Reno Benton
- 1953 : Jack Slade le damné (Jack Slade) de Harold D. Schuster : Bolt Mackay
- 1954 : Vengeance à l'aube (Dawn at Socorro) de George Sherman : Earl Ferris
- 1954 : Seul contre tous (Rails into Laramie) de Jesse Hibbs : Ace Winton
- 1954 : Le Poulain noir (Gypsy Colt) d’Andrew Marton : Hank
- 1954 : La Hache sanglante (TheYellow Tomahawk) de Lesley Selander : Fire Knife
- 1954 : La Princesse du Nil (Princess of the Nile) de Harmon Jones : Haka (non crédité)
- 1954 : The Desperado de Thomas Carr : les jumeaux Paul et Buck Crayton
- 1954 : Le Défi des flèches (Arrow int the Dust) de Lesley Selander : l'acolyte de Tillotson
- 1955 : Dix hommes à abattre (Ten Wanted Men) de H. Bruce Humberstone : Al Drucker
- 1955 : Le Roi du racket (The Naked Street) de Maxwell Shane : Harry Goldisch (non crédité)
- 1955 : Courage indien (The Vanishing American) de Joseph Kane : Jay Lord
- 1955 : Le Trésor des collines rouges (Treasure of Ruby Hills) de Frank McDonald : Frank Emmett
- 1955 : Colorado Saloon (The Road to Denver) de Joseph Kane : Pecos Larry
- 1955 : L'Homme traqué (A Man Alone) de Ray Milland : Clanton
- 1955 : L'Homme qui n'a pas d'étoile (Man without a Star) de King Vidor : un homme de main (non crédité)
- 1955 : I Cover the Underworld de R. G. Springsteen : Flash Logan
- 1955 : Association criminelle (The Big Combo) de Joseph H. Lewis : Fante
- 1955 : Crépuscule sanglant (Red Sundown) de Jack Arnold : un homme de main
- 1956 : La Loi de la prairie (Tribute to a Bad Man) de Robert Wise : Fat Jones
- 1956 : Accused of Murder (en) de Joseph Kane : le sergent de police Emmett Lackey
- 1956 : Le Conquérant (The Conqueror) de Dick Powell : Chepei
- 1956 : Le Trouillard du Far West (Pardners) de Norman Taurog : Gus
- 1956 : It Conquered the World de Roger Corman : le docteur Tom Anderson
- 1957 : Le Tueur tranquille (The Quiet Gun) de William F. Claxton : Doug Sadler
- 1957 : The Badge of Marshall Brennan d’Albert C. Gannaway : Shad Donaphin
- 1957 : Porte de Chine (China Gate), de Samuel Fuller : le major Cham
- 1957 : Joe Dakota de Richard Bartlett (en) : Adam Grant
- 1957 : Du sang dans le désert (The Tin Star) d’Anthony Mann : Ed McGaffey
- 1957 : Jicop le proscrit (The Lonely Man) de Henry Levin : Faro
- 1957 : Gun Battle at Monterey de Sidney Franklin Jr. et Carl K. Hittleman : Kirby
- 1957 : La Dernière chevauchée de Joseph Kane : Steve Margolies
- 1957 : L'Ultime chevauchée (Raiders of Old California) d’Albert C. Gannaway : le sergent Damon Pardee
- 1957 : Règlements de comptes à O.K. Corral (Gunfight at the O.K. Corral) de John Sturges : Ed Bailey
- 1958 : La Journée des violents (Day of the Bad Man) de Harry Keller : Jake Hayes
- 1958 : Le Bal des maudits (The Young Lions) d'Edward Dmytryk : le sergent-chef Rickett
- 1958 : Bravados (The Bravados) de Henry King : Alfonso Parral
- 1958 : Machete de Kurt Neumann : Miguel
- 1959 : Guns, Girls and Gangsters d’Edward L. Cahn : Mike Bennett
- 1959 : La Chevauchée de la vengeance (Ride Lonesome) de Budd Boetticher : Frank

#### Années 1960
- 1961 : Les Cavaliers de l'enfer (Posse from Hell) de Herbert Coleman : Leo
- 1962 : L'Homme qui tua Liberty Valance (The Man Who Shot Liberty Valance) de John Ford : Reese
- 1962 : La Conquête de l’Ouest (How the West Was Won) de John Ford, Henry Hathaway et George Marshall (épisode « Les Rivières ») : un des membres de la bande de Hawkins (non crédité)
- 1965 : Et pour quelques dollars de plus (Per qualche dollaro in più) de Sergio Leone : le colonel Douglas Mortimer
- 1966 : Colorado (The Big Gundown / La Resa dei Conti) de Sergio Sollima : Jonathan « Colorado » Corbett
- 1966 : Le Bon, la Brute et le Truand (Il buono, il brutto, il cattivo) de Sergio Leone : Sentenza (Angel Eyes)
- 1967 : La mort était au rendez-vous (Da uomo a uomo / Death rides a Horse) de Giulio Petroni : Ryan
- 1967 : Le Dernier Jour de la colère (I giorni dell’ira / Day of Anger) de Tonino Valerii : Frank Talby
- 1968 : L'Enfer de la guerre (Commandos) d’Armando Crispino : le sergent Sullivan
- 1968 : Pas de pitié pour les salopards (Al di la della legge) de Giorgio Stegani : Billy Joe Cudlip
- 1969 : Sabata (Ehi amico... c'è Sabata, hai chiuso !) de Gianfranco Parolini : Sabata

#### Années 1970
- 1970 : El Condor de John Guillermin : Jaroo
- 1970 : Barquero de Gordon Douglas : Travis
- 1971 : Captain Apache d'Alexander Singer : Capitaine Apache
- 1971 : Le Retour de Sabata (È tornato Sabata... hai chiuso un'altra volta) de Gianfranco Parolini : Sabata
- 1971 : Les Quatre mercenaires d'El Paso (Bad Man's River) d'Eugenio Martín : Roy « Bomba » King
- 1972 : Le Grand Duel (Il grande duello) de Giancarlo Santi : le shérif Clayton
- 1972 : La Chevauchée des sept mercenaires (The Magnificent Seven Ride) de George McCowan : le marshal Chris Adams
- 1973 : L'Homme aux nerfs d'acier (Dio, sei proprio un padreterno!) de Michele Lupo : Frankie Diomede
- 1974 : La Brute, le Colt et le Karaté (Là dove non batte il sole) d'Antonio Margheriti : Dakota
- 1975 : La Chevauchée terrible (Take a Hard Ride) d’Antonio Margheriti : Kiefer
- 1977 : Les Impitoyables (Diamante Lobo) de Gianfranco Parolini : le père John / Lewis
- 1977 : Les Cavaliers du Diable (Kid Vengeance) de Joseph Manduke : McClain
- 1977 : Le Parfait Tueur (Quel pomeriggio maledeto) de Mario Siciliano : Harry Chapman
- 1978 : Le Grand Coup (The Squeeze) d’Antonio Margheriti : Chris Gretchko / Ray Sloan

#### Années 1980
- 1980 : La Fureur du juste (The Octagon) d’Eric Karson : McCarn
- 1981 : New York 1997 (Escape from New York) de John Carpenter : Bob Hauk
- 1984 : GOMA-2 de José Antonio de la Loma : Julot
- 1984 : Nom de code : Oies sauvages (Geheimcode: Wildgänse) d'Antonio Margheriti : China
- 1985 : Les Aventuriers de l'enfer (La Legenda del Rubino Malese) d’Antonio Margheriti : Warren
- 1986 : Armés pour répondre (Armed Response) de Fred Olen Ray : Burt Roth
- 1988 : Der Commander d’Antonio Margheriti : le colonel Mazzarini
- 1989 : Cannonball 3 (Speed Zone) de Jim Drake : le vieux qui pêche avec son petit-fils
- 1990 : Thieves of Fortune de Michael MacCarthy : Sergio Danielo Christophero

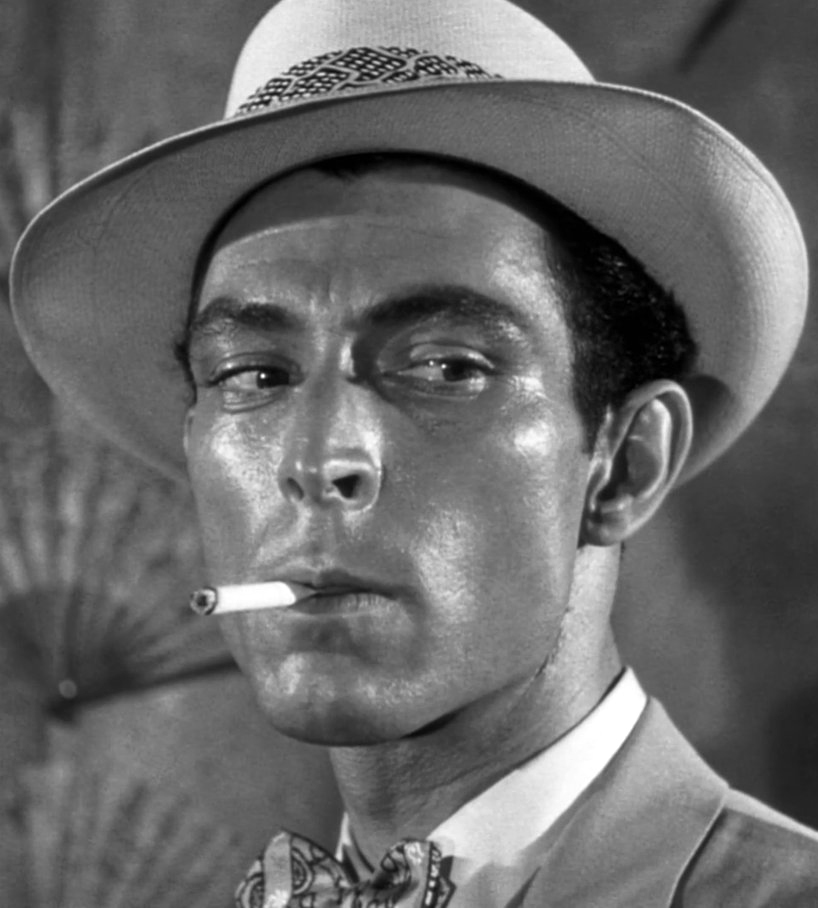
Dans Kansas City Confidential (1952).
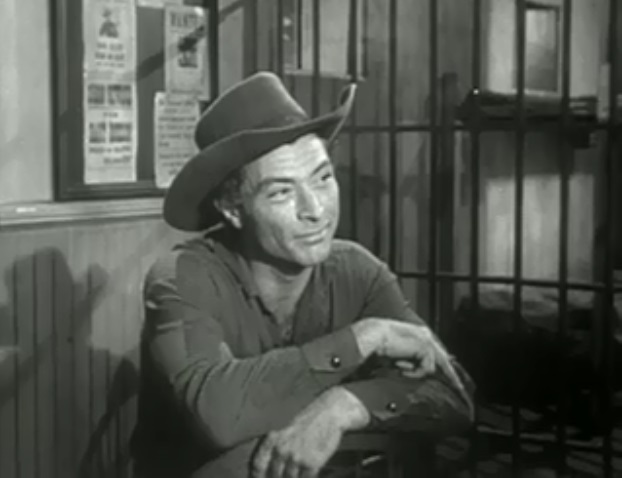
Dans Raiders of Old California (1957).
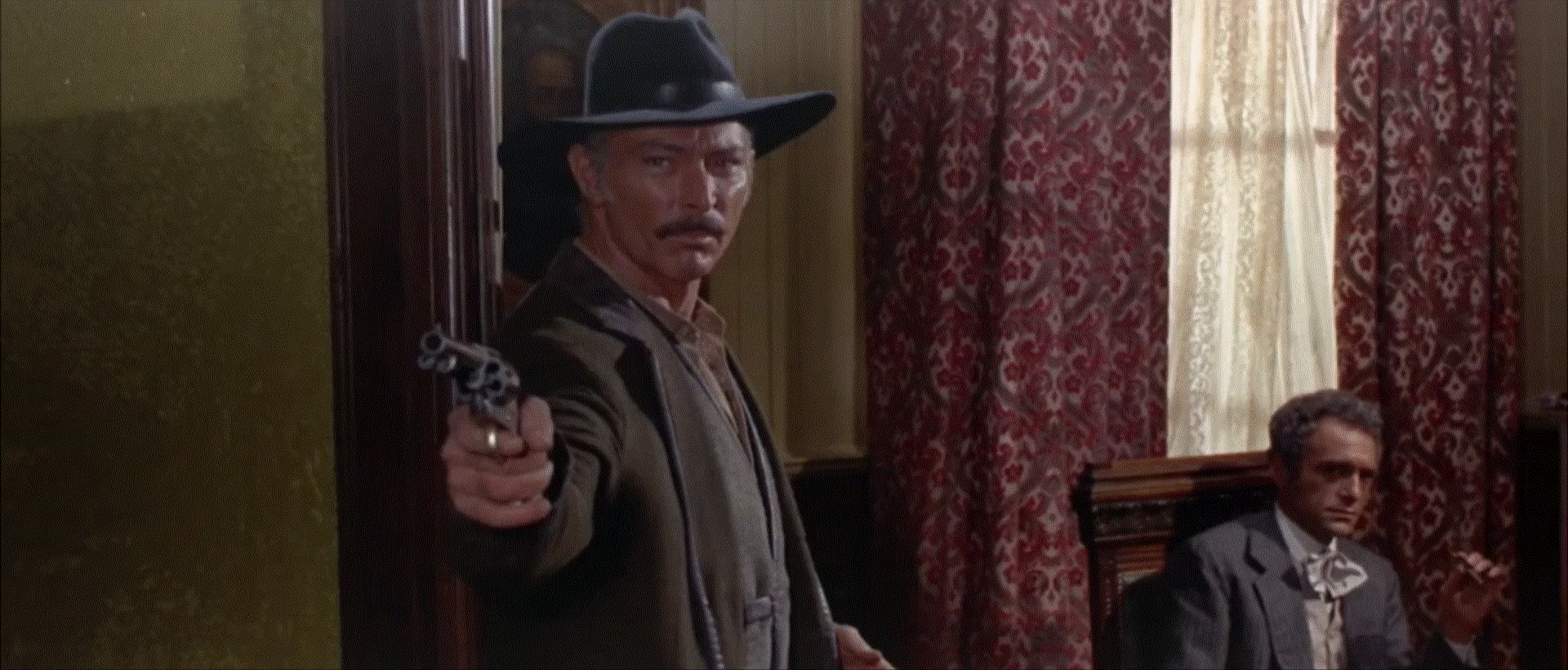
Dans Le Dernier Jour de la colère (1967).

### Télévision
- 1952 : Boston Blackie (série télévisée) : capitaine Jansen/Lou
- 1952 : Sky King (série télévisée) : Mark
- 1952 - 1953 : The Range Rider (série télévisée) : Utah Joe/Rocky Hatch/El Latigo
- 1952 - 1953 : Space Patrol (série télévisée) : Loren/Herrick/Ward/Lesser
- 1952 - 1953 : The Lone Ranger (série télévisée) : Joe Singer/Bull Harper/Henchman Jengo
- 1953 : Four Star Playhouse (série télévisée) : Bob Wheeler alias Sonora Kid
- 1953 - 1954 : Big Town (Série télévisée) : Rick/Jack Coleman
- 1953 - 1954 : Calvacade of America (série télévisée)
- 1953 - 1954 : The Gene Autry Show (série télévisée) : Acolyte Hod/Acolyte Ray
- 1953 - 1955 : Les Aventures de Kit Carson (The Adventures of Kit Carson) (série télévisée) : Burt Tanner/Major Farnsworth et Vance Howard/Sheriff Ned Jackson
- 1953 et 1957 : Schlitz Playhouse of Stars (série télévisée) : Wink / Cowboy
- 1954 : Waterfront (série télévisée) : Ed
- 1954 : Medic (série télévisée) : Dr Frank Strauss
- 1954 : Rintintin (série télévisée) (The Adventures of Rintintin) (série télévisée) : Ed McCleod
- 1954 : Histoires du siècle dernier (Stories of the Century) (série télévisée) : Jesse James
- 1954 et 1962 : Les Aventuriers du Far West (Death Valley Days) (série télévisée) : Brogger
- 1955 : TV Reader's Digest (Série télévisée) : Mike
- 1955 : City Detective (Série télévisée) : Hardtman
- 1955 : Annie Oakley (Série télévisée) : Tim Brennan/Amos Belcher
- 1955 : Buffalo Bill, Jr. (Série télévisée) : John-O/Tom Stace
- 1955 : The Man Behind the Badge (Série télévisée) : Floyd
- 1955 : The Star and the Story (en) (Série télévisée)
- 1955 : The Adventures of Champion (en) (Série télévisée) : Frank
- 1955 : Brave Eagle (en) (Série télévisée) : Grand Ours
- 1956 : Chevron Hall of Stars (Série télévisée) : Thomas
- 1956 : Studio 57 (Série télévisée) : Tommy
- 1956 : The Ford Television Theatre (en) (Série télévisée) : Stanley Perrin
- 1956 : Wire Service (série télévisée) : Al Sanders
- 1956 : Crossroads (série télévisée)
- 1956 : Sheriff of Cochise (série télévisée) : Hackett
- 1957 : Soldiers of Fortune (série télévisée) : sergent Bucheroff
- 1957 : Tales of Wells Fargo (série télévisée) : Cherokee Bob
- 1957 : General Electric Theater (série télévisée) : Dave Rudabaugh
- 1957 : Casey Jones (série télévisée) : Mort Clio
- 1957 : Trackdown (série télévisée) : Ben Fraser
- 1958 : La Grande Caravane (Wagon Train) (série télévisée) : Rufe Beal
- 1958 : Richard Diamond,Private Detective (série télévisée) : Ed Murdock
- 1958 : State Trooper (série télévisée) : Frank Parnessa
- 1958 : Target (série télévisée)
- 1958 : Zorro (série télévisée) : Antonio Castillo
- 1958 : Frontier Doctor (série télévisée) : député Sid Carver alias Bill Dalton
- 1958 - 1960 : Lawman (série télévisée) : Walt Hawks/Ned Scott/député Clyde Wilson/Jack Sanders
- 1958 et 1960 : Colt.45 (série télévisée) : Devery/Red Feather
- 1959 : Northwest Passage (série télévisée) : Frank Wade
- 1959 : Fury (série télévisée) : Race Collins
- 1959 : Cimarron City (en) (série télévisée) : Tom
- 1959 : Yancy Derringer (série télévisée) : Ike Melton/Frank James
- 1959 : Au nom de la loi (Wanted: Dead or Alive) (Série télévisée) : Jumbo Kane
- 1959 : Tombstone Territory (Série télévisée) : Sam Carver / Jake Conroy
- 1959 : The Real Mc Coys (Série télévisée) : Le garde à la porte d'entrée
- 1959 : Riverboat (série télévisée) : Luke Cragg
- 1959 : Law of the Plainsman (Série télévisée) : Tracey
- 1959 - 1962 : L'Homme à la carabine (The Rifleman) (Série télévisée) : Dan Maury / Stinger / Wicks / Johnny Drako
- 1960 : The Dupont Show with June Allyson (Série télévisée) : Peak
- 1960 : The Slowest Gun in the West de Herschel Daugherty (Téléfilm) : Sam Bass
- 1960 : Hotel de Paree (Série télévisée) : Thompson
- 1960 : The Alaskans (Série télévisée) : Roc
- 1960 : Les Incorruptibles (The Untouchables) (Série télévisée) : Frank Diamond
- 1960 : Black Saddle (Série télévisée) : Frank Sandoo
- 1960 : The Deputy (Série télévisée) : Cherokee Kid
- 1960 : Bonne chance M. Lucky (Mr. Lucky) (Série télévisée) : Kruger
- 1960 : Bonanza (Série télévisée) : Appling
- 1960 - 1961 et 1963 : Laramie (Série télévisée) : Wes Torrey/Dawson/Mac Morgan/Caleb
- 1960 et 1963 : 77 Sunset Strip (Série télévisée) : Deek/Majeski
- 1960, 1965 - 1966 : Gunsmoke (Série télévisée) : Rad/John Hooker/Ike Jeffords
- 1961 : Hawaiian Eye (série télévisée) : Manuel
- 1961 : Shotgun Slade (série télévisée) : Bob
- 1961 : Stagecoat West (série télévisée) : Lin Hyatt
- 1961 : Maverick (série télévisée) : Wolf McManus
- 1961 : La Quatrième Dimension (saison 3 épisode 7) (The Twilight Zone) (série télévisée) : Steinhart
- 1961 - 1962 : Cheyenne (Série télévisée) : Député Shériff Braden/Larry Jackson/Harry
- 1961 - 1962 : Bronco (Série télévisée) : Shanghai Williams / Charley Clune
- 1962 - 1963 : Les Hommes volants (Ripcord) (Série télévisée) : Henry Kane / Jack Martin
- 1963 : The Dirk Powell Show (Série télévisée) : Salty
- 1963 : Perry Mason (Série télévisée) : Edward Doyle
- 1963 : The Dakotas (Série télévisée) : Slade/Jackson
- 1963 : Les Voyages de Jaimie McPheeters (The Travels of Jaimie McPheeters) (Série télévisée) : Raoul Volta
- 1964 : Destry (série télévisée) : Ace Slater
- 1964 : Rawhide (série télévisée) : Fred Grant / Deck Sommers
- 1965 : Luke and the Tenderfoot d'Herman Hoffman et Montgomery Pittman (téléfilm) : Johnny Darth
- 1965 : Une mère pas comme les autres (My Mother the Car) (série télévisée) : Nick Fitch
- 1965 : The Andy Griffith Show (série télévisée) : Skip
- 1965 - 1966 : Le proscrit (Branded) (série télévisée) : Charlie Yates
- 1966 : Laredo (série télévisée) : Big Mike Kelly
- 1977 : Haute sécurité (Nowhere to Hide) (téléfilm) : Ike Scanlon
- 1979 : Le dernier contrat (The Hard Way) de Michael Dryhurst (téléfilm) : McNeal
- 1984 : L'Homme au katana (The Master), (série télévisée) : John Peter McAllister

## Voix francophones
| - Georges Atlas dans : - Et pour quelques dollars de plus - Le Bon, la Brute et le Truand - La mort était au rendez-vous - Sabata - Barquero - Les Quatre Mercenaires d'El Paso - La Chevauchée des sept mercenaires - Les impitoyables - Le dernier contrat - La Fureur du juste - Nom de code : Oies sauvages - Edmond Bernard dans : - Le Grand Duel - L'Homme aux nerfs d'acier - La Brute, le Colt et le Karaté - New York 1997 - Marcel Bozzuffi dans : - Le Dernier Jour de la colère - El Condor - Captain Apache | - Jacques Beauchey dans : - Le Conquérant - Bravados - Jean-François Laley dans : - La Chevauchée terrible - Armés pour répondre (doublé dans les années 90) - Marc de Georgi dans : - Le Parfait Tueur - L'Homme au katana (série télévisée) et aussi - Roger Rudel dans Passage interdit - André Valmy dans La Loi de la prairie - Georges Hubert dans Le Trouillard du Far West - Claude Péran dans Du sang dans le désert - Pierre Gay dans Règlements de comptes à O.K. Corral - Raymond Loyer dans Le Bal des maudits - Jacques Degor dans Zorro (série télévisée) - Michel Gatineau dans L'Homme qui tua Liberty Valance (1er doublage) - Jacques Deschamps dans Colorado - Henry Djanik dans L'Enfer de la guerre - Daniel Gall dans La Chevauchée de la vengeance (2e doublage) - François Siener dans Le Bon, la Brute et le Truand (scènes supplémentaires, 2003) |

## Dans la culture populaire

### Cinéma
- Il semble avoir inspiré le personnage de Rattlesnake Jake dans le film d'animation Rango[6].

### Bande dessinée et manga
- Lee Van Cleef est caricaturé par l'auteur et dessinateur de bande dessinée Morris en 1972 dans l'un des albums de Lucky Luke : « Chasseur de primes », s'inspirant du film Et pour quelques dollars de plus pour créer le personnage du chasseur de primes Elliot Belt[7]. Il est aussi présent dans un épisode des Nouvelles aventures de Lucky Luke sous le nom de Rattlesnake dans l'épisode Pour une poignée de Daltons.
- Ricor l'a également caricaturé dans le magazine Pilote (série « Les Grandes Gueules »).
- Yves Swolfs s'est vraisemblablement inspiré de lui dans le neuvième album de la série Durango, « L'Or de Duncan ».
- Mortimer, le chasseur de primes : 12 numéros de 1973 à 1974, dessins de Victor De La Fuente, publiés aux éditions Elvifrance. Le titre de la série a été inspiré par le personnage du colonel Douglas Mortimer, joué par Lee Van Cleef dans le film Et pour quelques dollars de plus de Sergio Leone (1965)
- Il a inspiré le personnage de Tao Paï Paï dans le manga Dragon Ball.
- Yves Galnois, personnage clé du roman de Patrick Baillargeon, Les chroniques de Basilius: Destins liés, partage, selon l'auteur, de nombreuses caractéristiques communes avec le colonel Mortimer joué par Lee Van Cleef telles que le regard perçant, son acharnement, son audace, sa froideur et son attitude hautaine.
- Le vétéran, personnage du tome 14 de la série Sept, est inspiré de son personnage du colonel Mortimer.

### Musique
- Lee Van Cleef a inspiré la chanson Legend of Van Cleef de Bumblefoot sur l'album 9.11.
- Le groupe Primus lui a consacré une chanson, Lee Van Cleef, sur son album Green Naugahyde. Il apparaît dans le clip comme un zombie allant chercher vengeance auprès de Clint Eastwood, clin d'œil au film Le Bon, la Brute et le Truand.
- Dans le 14e album de la série de bande dessinée Sept, les sept pistoleros, un des personnages principaux est inspiré de Lee Van Cleef et de son personnage du Colonel Mortimer dans Et pour quelques dollars de plus.

### Jeux vidéo
- Dans le jeu vidéo World of Warcraft, Lee Van Cleef a inspiré le personnage d'Edwin Van Cleef.
- Il est une source d'inspiration du personnage Revolver Ocelot des jeux vidéo de la série Metal Gear, créée par Hideo Kojima, dont une des inspirations est le film New York 1997[8].
- Il a aussi inspiré le personnage de George Bowers dans le jeu vidéo Outlaws.
- Il a également servi d'inspiration pour le personnage de Doc McCoy dans les jeux vidéo de la série Desperados: Wanted Dead or Alive.

## Autour de l'acteur
Lee Van Cleef devait jouer en cache-poussière en compagnie d'Eli Wallach et Clint Eastwood au début du film Il était une fois dans l'Ouest.